# Dolno Ozirovo, Montana
Dolno Ozirovo (în bulgară Долно Озирово) este un sat în comuna Vărșeț, regiunea Montana,  Bulgaria. 

## Demografie
Componența etnică a satului Dolno Ozirovo
     Romi (8,87%)
     Bulgari (81,53%)
     Nicio identificare (9,59%)
     Altele (0%)
La recensământul din 2011, populația satului Dolno Ozirovo era de 417 locuitori. Din punct de vedere etnic, majoritatea locuitorilor (81,53%) erau bulgari, cu o minoritate de romi (8,87%). Pentru 9,59% din locuitori nu este cunoscută apartenența etnică.